# Dawid Janowski
Dawid Markelowitsch Janowski (* 25. Maijul. / 6. Juni 1868greg. in Wołkowysk, Gouvernement Grodno, Russisches Kaiserreich; † 15. Januar 1927 in Hyères) war ein polnischer Schachspieler.
Er galt zu Beginn des 20. Jahrhunderts als einer der besten Angriffsspieler und war bekannt dafür, bedingungslos auf Gewinn zu spielen. Dieser Charakterzug zeigte sich auch außerhalb des Schachs. So verlor er einen Geldpreis, den er bei einem Turnier in Monte Carlo gewonnen hatte, binnen kürzester Zeit wieder beim Roulette.
Ende der 1880er-Jahre zog Janowski nach Paris. Im Café de la Regence entwickelte er sich zu einem starken Schachspieler. 1894 nahm er erstmals an einem internationalen Turnier teil. In Leipzig belegte er beim 9. Kongress des Deutschen Schachbundes den 6.–7. Platz. Danach spielte er 29 Jahre lang für Frankreich.
Zu seinen großen Erfolgen in dieser Zeit zählen die Siege in Monte Carlo 1901, im Meisterturnier des Deutschen Schachbundes (13. DSB-Kongress) 1902 in Hannover vor Harry Nelson Pillsbury sowie im Turnier 1905 in Barmen. Beim Turnier von Ostende 1905 kam er auf den geteilten 2. Platz hinter Géza Maróczy und erhielt für seine Partie gegen Siegbert Tarrasch den Schönheitspreis des Turniers.
Im Jahre 1909 spielte er in Paris zwei Wettkämpfe gegen Emanuel Lasker, bei denen es aber nicht um die Schachweltmeisterschaft ging. Nachdem Janowski den ersten mit 2:2 unentschieden gestaltet hatte, finanzierte der Schachmäzen Leo Nardus ein zweites Match, das Janowski allerdings mit 1:7 bei zwei Remisen deutlich verlor. Er war dadurch aber noch nicht von Laskers schachlicher Überlegenheit überzeugt und forderte eine Revanche. Diese wurde 1910 in Berlin als Weltmeisterschaftskampf ausgetragen und endete in einem völligen Desaster für Janowski, der mit 0:8 bei drei Remisen verlor. Der Schachjournalist Georg Marco fasste den Matchverlauf mit den Worten Entweder siegte Lasker oder verlor Janowski zusammen.
Von 1916 bis 1925 hielt er sich in den USA auf. Von da an ließ seine Spielstärke wegen Problemen mit der Gesundheit nach, er litt unter Tuberkulose. Beim Turnier von New York 1924 wurde er Letzter.
Seine beste historische Elo-Zahl war 2776 im Juli 1904. Nach dieser Wertung war er von Mai bis September 1904 auf dem ersten Platz der Weltrangliste.